# Stellaria cryptopetala
Stellaria cryptopetala är en nejlikväxtart som beskrevs av August Heinrich Rudolf Grisebach. Stellaria cryptopetala ingår i släktet stjärnblommor, och familjen nejlikväxter. Inga underarter finns listade i Catalogue of Life.